# Phyllodocida
Ordre
Les Phyllodocida sont un ordre de vers marins polychètes. Ils vivent plutôt dans ou sur les sédiments. Certains vivent en symbiose avec d'autres espèces. Quelques-uns nagent bien en pleine eau.

## Liste des familles
| Selon World Register of Marine Species (20 octobre 2014) : - famille Acoetidae Kinberg, 1856 - famille Alciopidae Ehlers, 1864 - famille Antonbruunidae Fauchald, 1977 - famille Aphroditidae Malmgren, 1867 - famille Chrysopetalidae Ehlers, 1864 - famille Eulepethidae Chamberlin, 1919 - famille Glyceridae Grube, 1850 - famille Goniadidae Kinberg, 1866 - famille Hesionidae Grube, 1850 - famille Ichthyotomidae Eisig, 1906 - famille Iospilidae Bergström, 1914 - famille Iphionidae Kinberg, 1856 - famille Lacydoniidae Bergström, 1914 - famille Lopadorrhynchidae Claparède, 1870 - famille Nephtyidae Grube, 1850 - famille Nereididae Blainville, 1818 - famille Paralacydoniidae Pettibone, 1963 - famille Pholoidae Kinberg, 1858 - famille Phyllodocidae Örsted, 1843 - famille Pilargidae de Saint-Joseph, 1899 - famille Polynoidae Kinberg, 1856 - famille Pontodoridae Bergström, 1914 - famille Sigalionidae Malmgren, 1867 - famille Sphaerodoridae Malmgren, 1867 - famille Syllidae Grube, 1850 - famille Tomopteridae Grube, 1850 - famille Typhloscolecidae Uljanin, 1878 - famille Yndolaciidae Støp-Bowitz, 1987 | Selon ITIS (20 octobre 2014) : - famille Acoetidae Kinberg, 1856 - famille Alciopidae Ehlers, 1864 - famille Aphroditidae Malmgren, 1867 - famille Chrysopetalidae Ehlers, 1864 - famille Eulepethidae Chamberlin, 1919 - famille Glyceridae Grube, 1850 - famille Goniadidae Kinberg, 1866 - famille Hesionidae Grube, 1850 - famille Iospilidae Bergstroem, 1914 - famille Lacydoniidae Bergstroem, 1914 - famille Lopadorhynchidae Claparede, 1868 - famille Nautiliniellidae Miura & Laubier, 1990 - famille Nephtyidae Grube, 1850 - famille Nereididae Johnston, 1865 - famille Paralacydoniidae Pettibone, 1963 - famille Pholoidae Kinberg, 1858 - famille Phyllodocidae Oersted, 1843 - famille Pilargidae Saint-Joseph, 1899 - famille Pisionidae Southern, 1914 - famille Polynoidae Malmgren, 1867 - famille Pontodoridae Bergstroem, 1914 - famille Sigalionidae Malmgren, 1867 - famille Sphaerodoridae Malmgren, 1867 - famille Syllidae Grube, 1850 - famille Tomopteridae Johnston, 1865 - famille Typhloscolecidae Uljanin, 1878 |

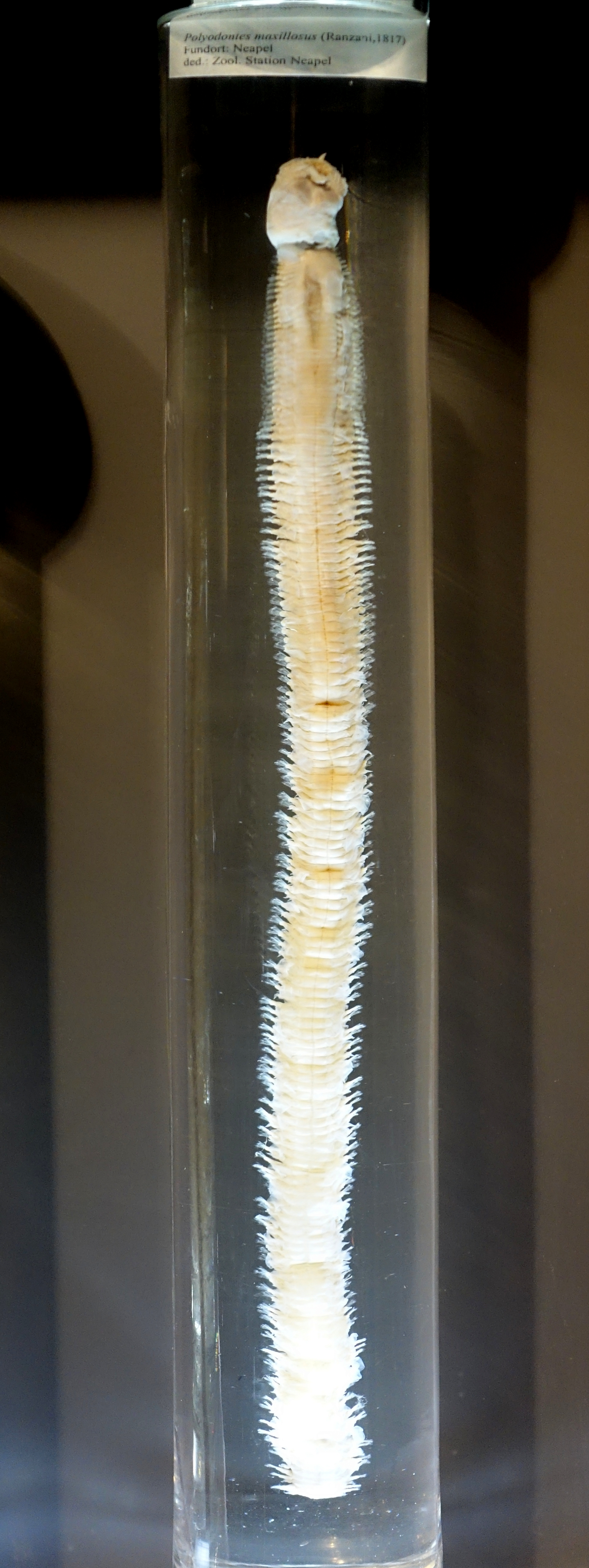
Polyodontes maxillosus, un Acoetidae.
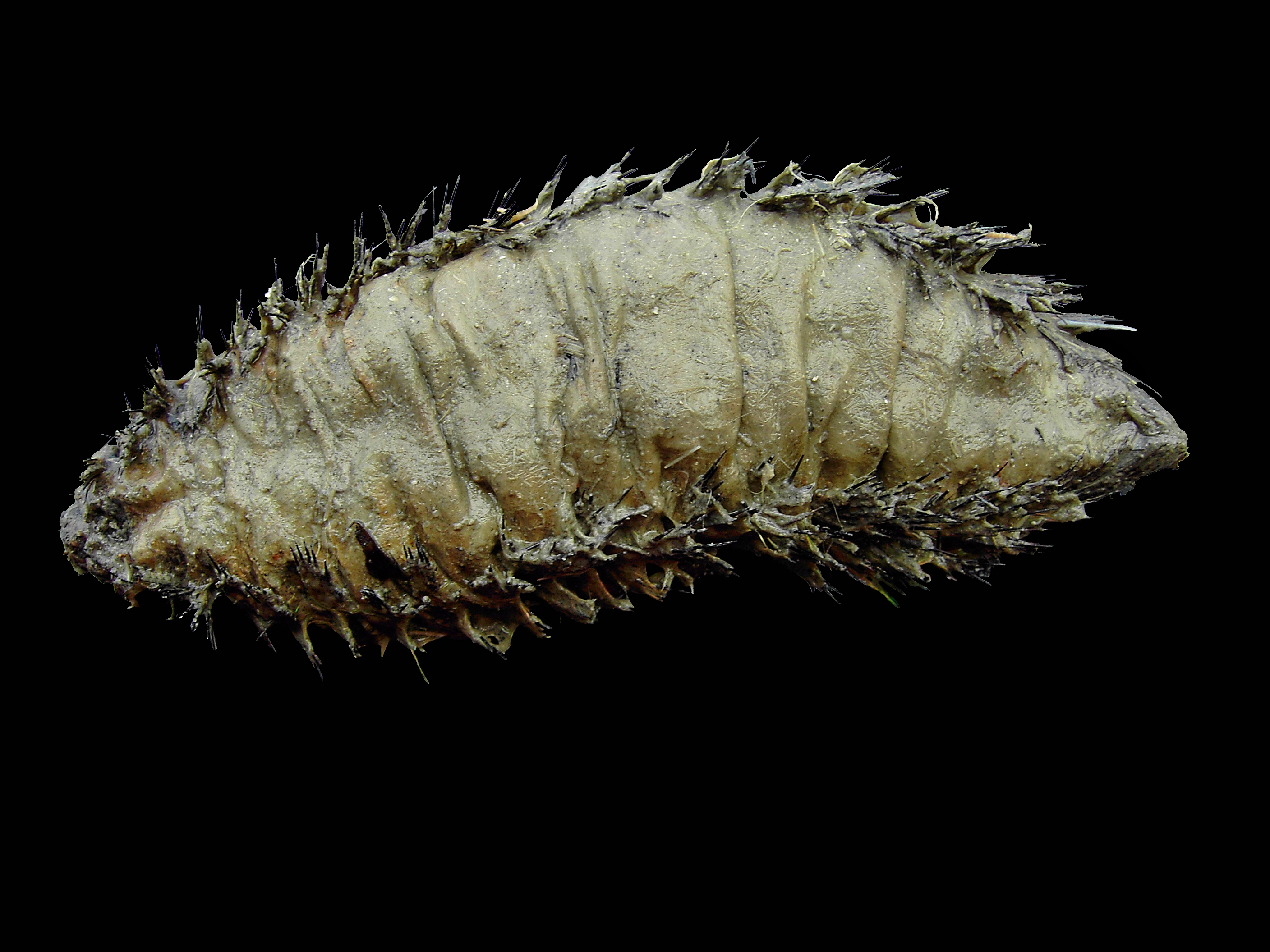
Aphrodita aculeata, un Aphroditidae.
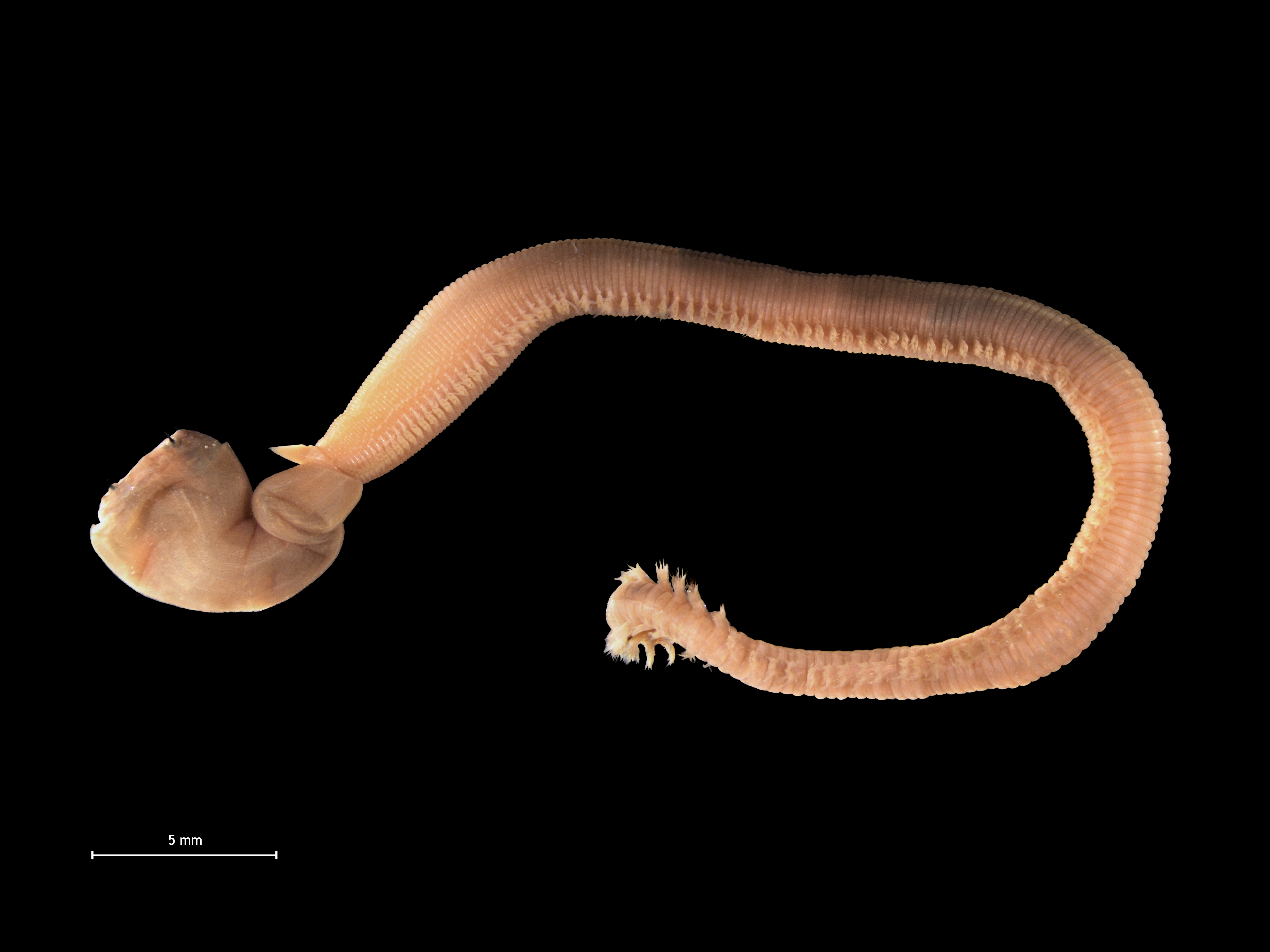
Glycera alba, un Glyceridae.
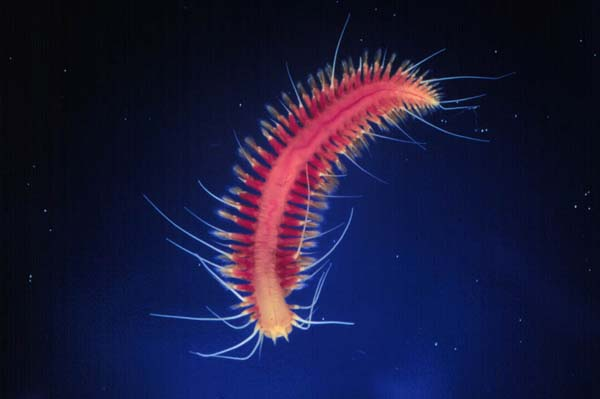
Hesiocaeca methanicola, un Hesionidae.
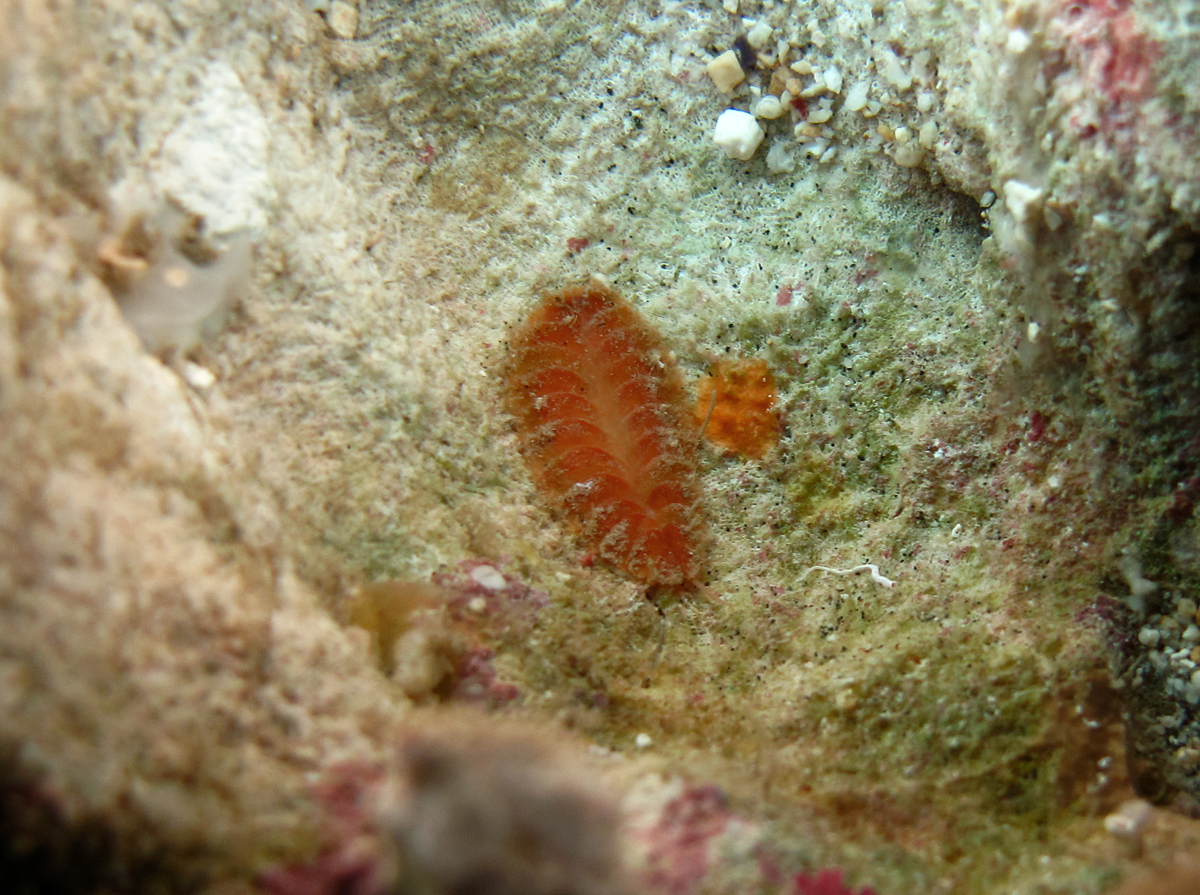
un Iphionidae.
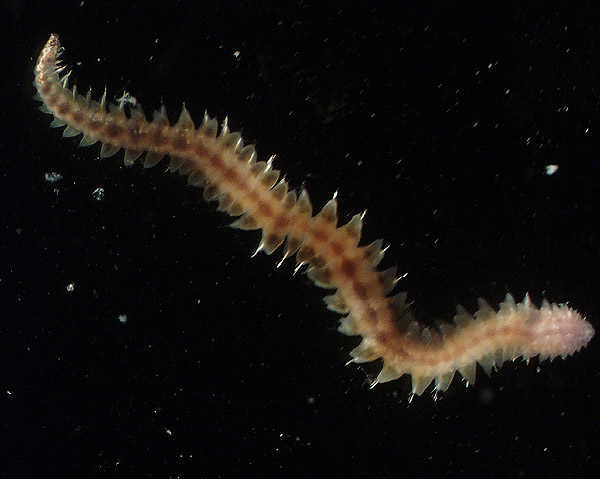
Vesicomyicola trifurcatus, un Nautiliniellidae.
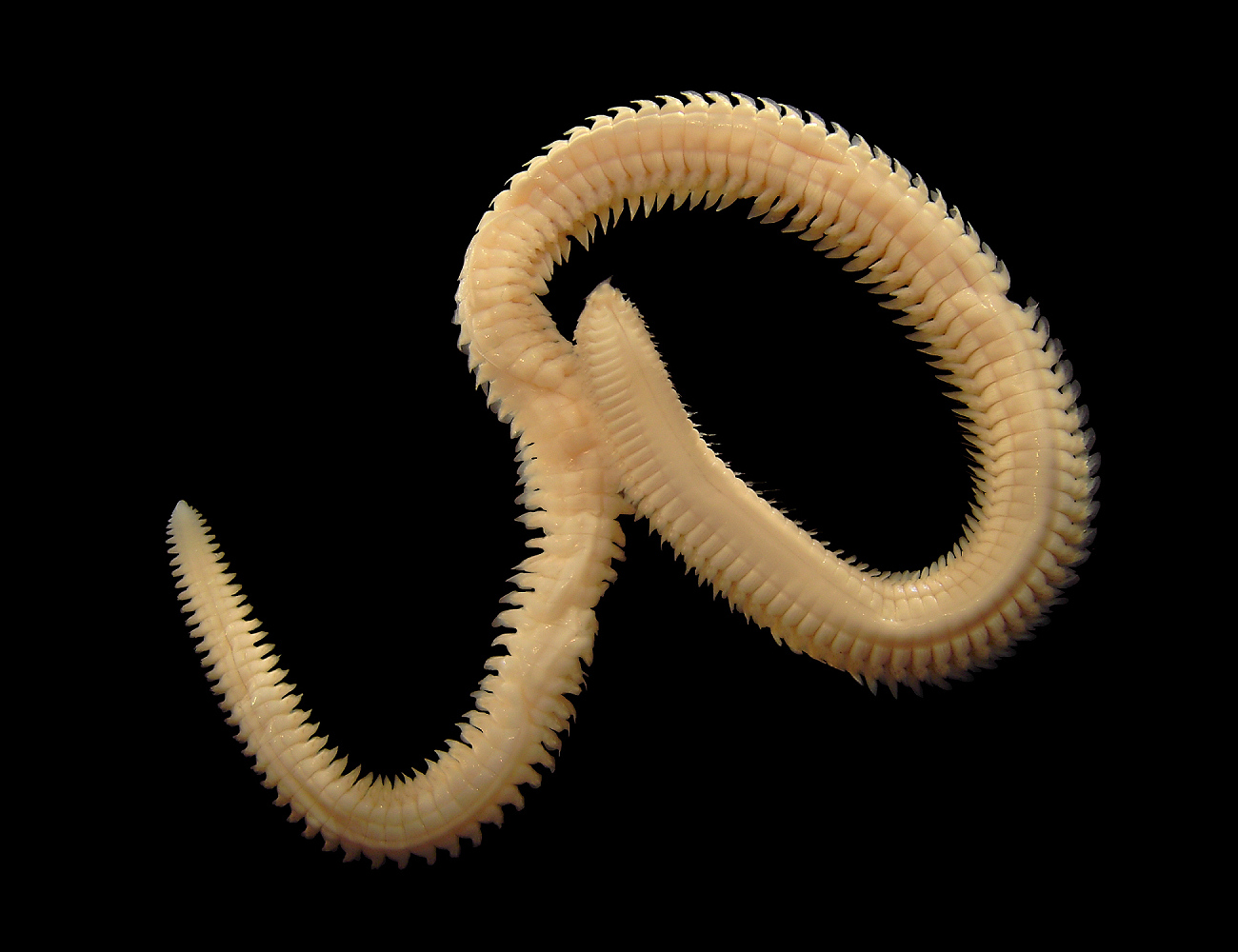
Nephtys hombergii, un Nephtyidae.
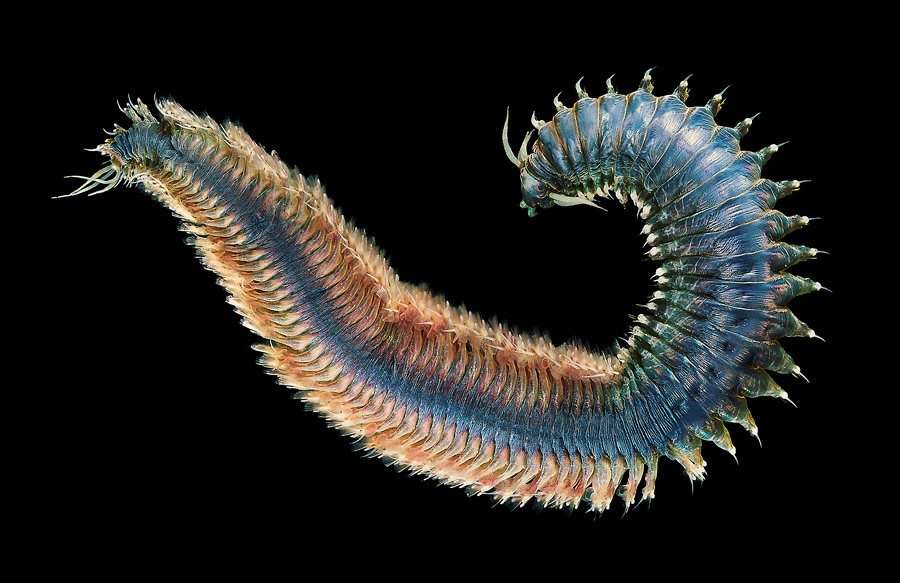
Nereis pelagica, un Nereididae.
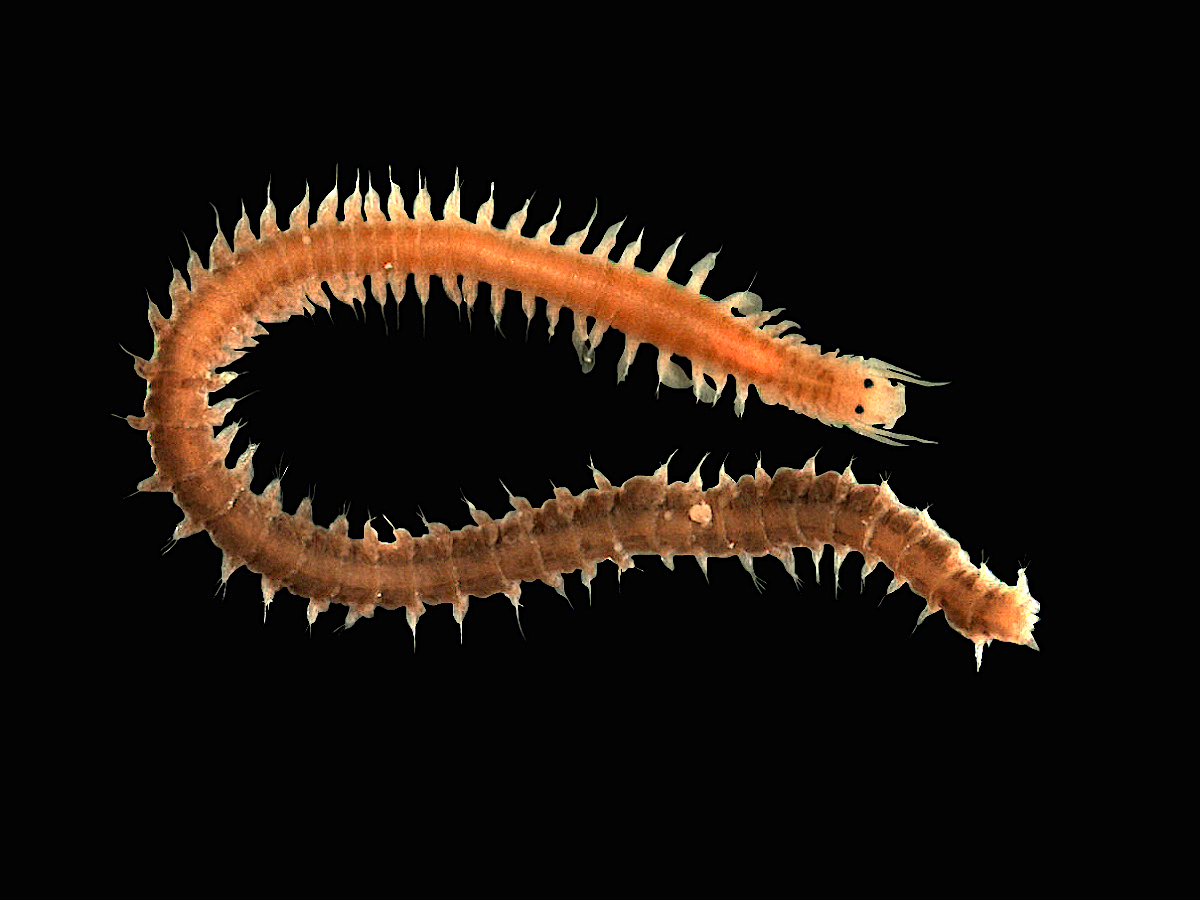
Phyllodoce rosea, un Phyllodocidae.
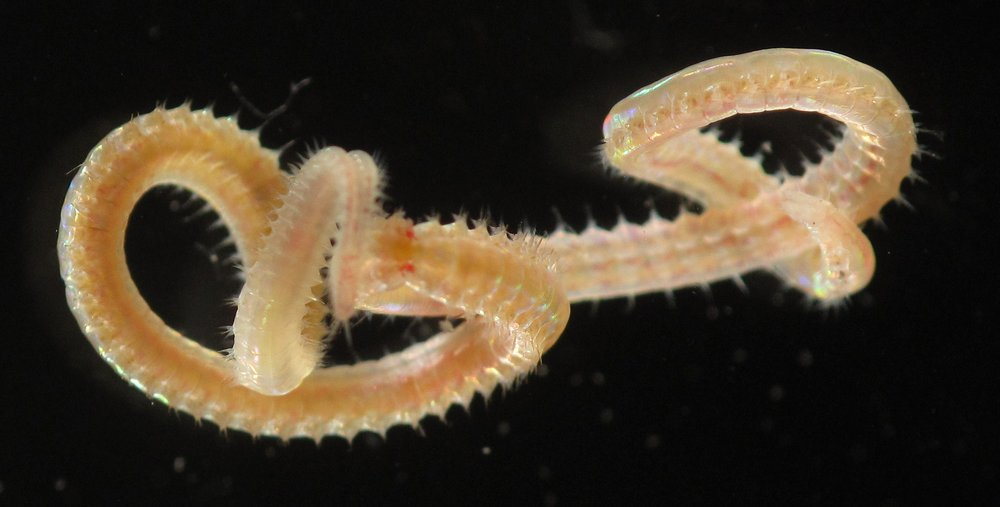
Synelmis sp., un Pilargidae.
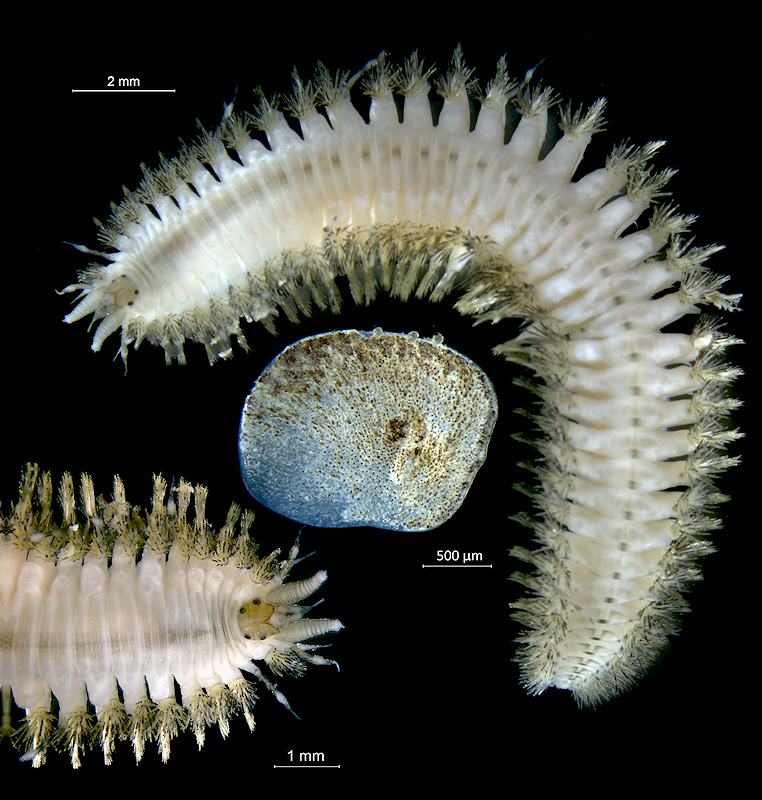
Lepidonotus squamatus, un Polynoidae.
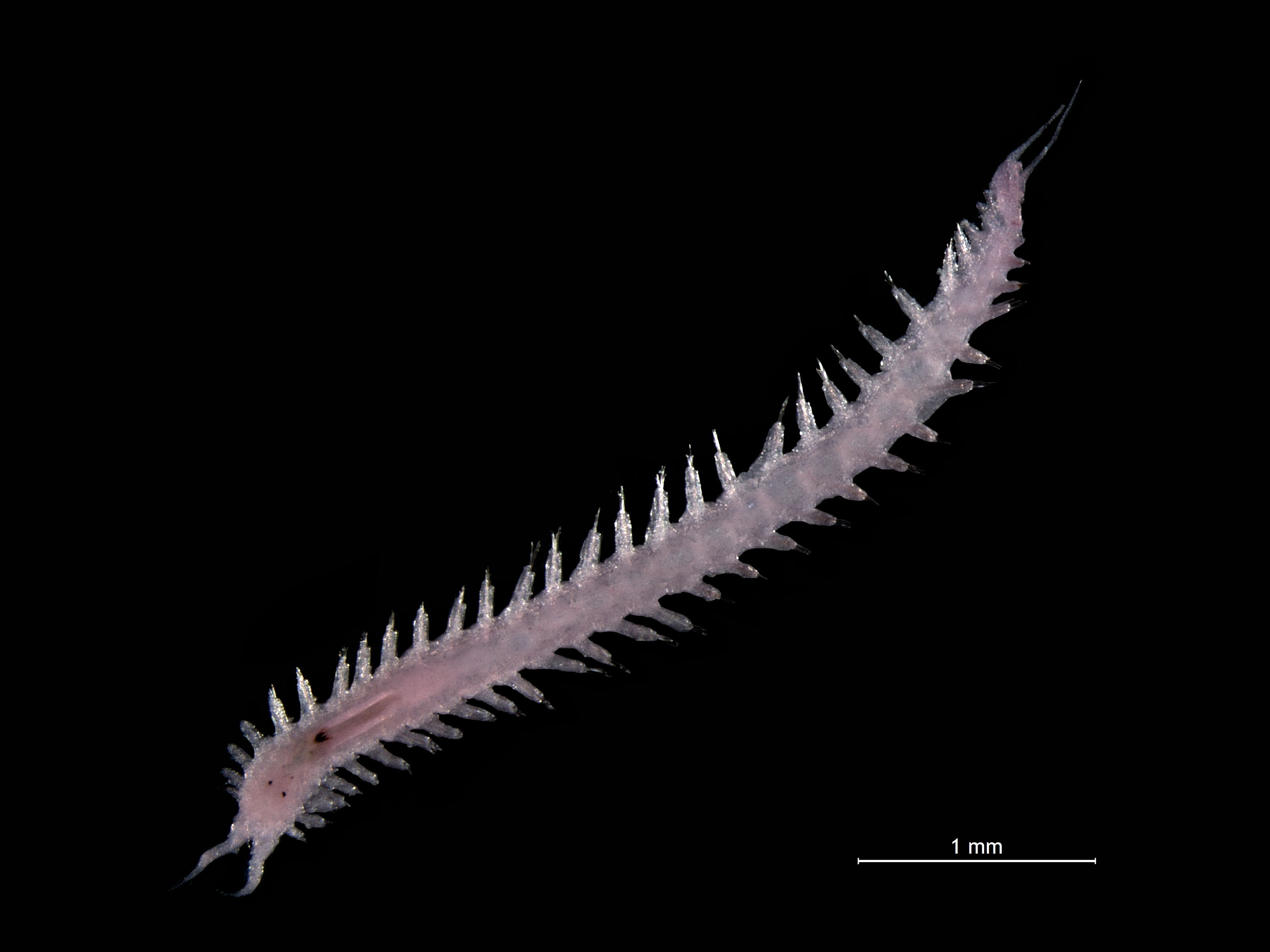
Pisione remota, un Sigalionidae.
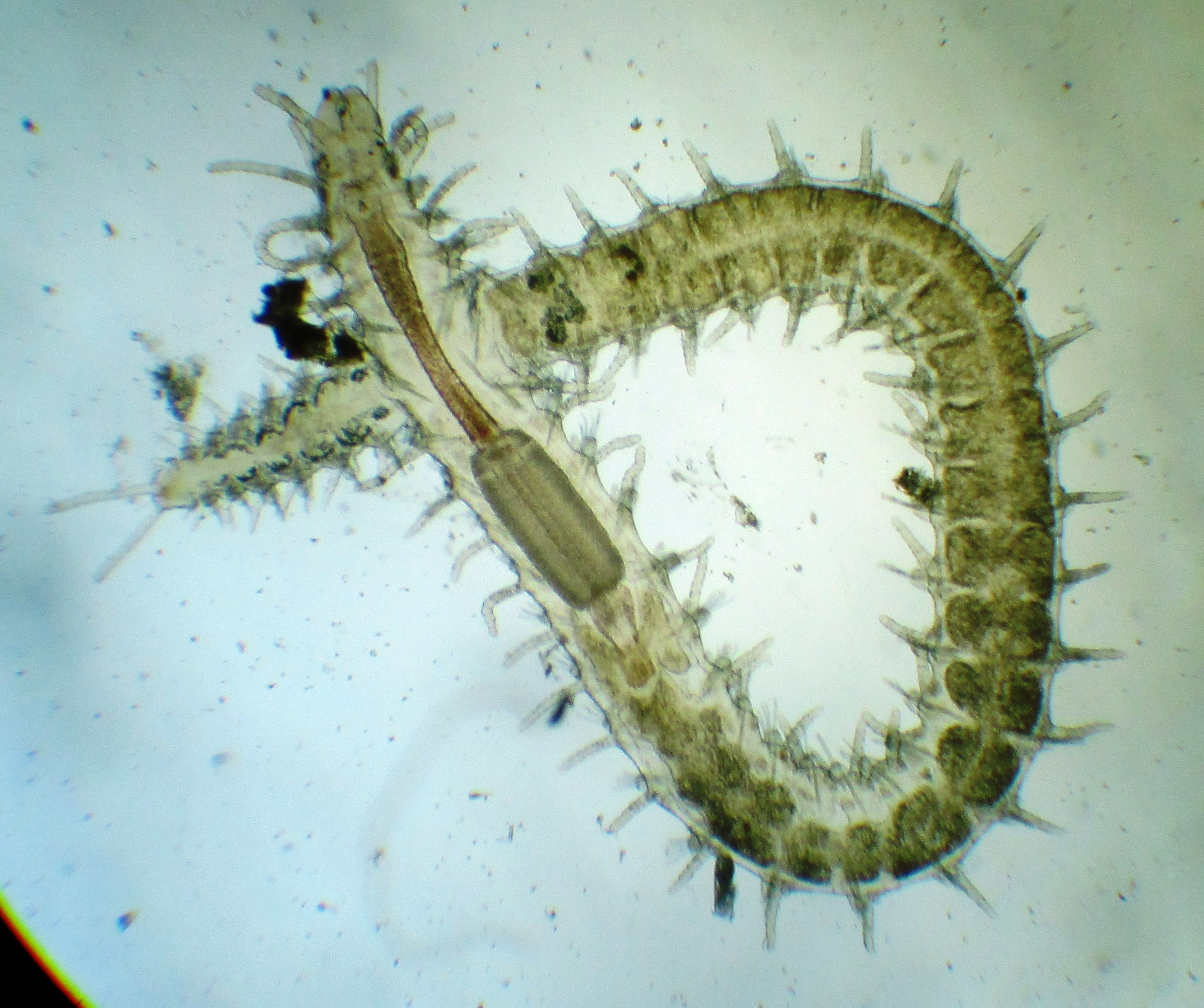
Syllis gracilis, un Syllidae.
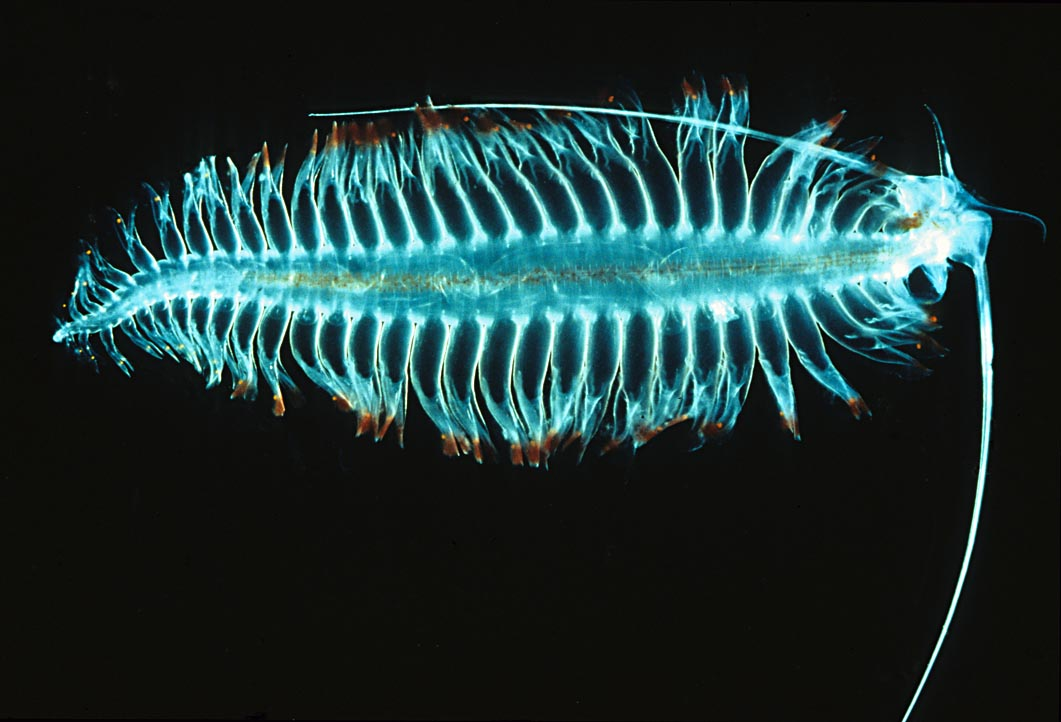
Tomopteris sp., un Tomopteridae.